# Władysław Anders
Władysław Albert Anders (Błonie, ma: Krośniewice, 1892. augusztus 11. – London, 1970. május 12.) lengyel katonatiszt, tábornok. Varsóban és Rigában végezte tanulmányait, majd az első világháború kitörését követően az orosz hadsereg kötelékén belül a lovasságnál szolgált a keleti fronton. A breszt-litovszki béke aláírását követően visszatért Varsóba, majd a létrejövő Második Lengyel Köztársaság haderejének a tagja lett, s így vett részt a nagy-lengyelországi felkelésben és a lengyel–szovjet háború összecsapásaiban.
A két háború között különböző tisztségeket töltött be, rövid ideig tanulmányokat folytatott a párizsi Katonai Akadémián. A lengyelországi hadjárat megindulását követően részt vett a németek elleni harcban, majd a szovjet támadást követően 1939 szeptemberének végén szovjet hadifogságba esett. Két évet töltött fogolytáborokban, majd kinevezték a szovjet hadifogságból 1941-1942 között kiszabaduló lengyel katonákból alakult, a vezetője után csak Anders-hadseregnek nevezett Keleti Lengyel Hadsereg (vagy: Szovjetunióbeli Lengyel Fegyveres Erők) parancsnokának. Hadseregével Anders először Iránba, Palesztinába, majd Egyiptomba került, és innen szállították át őket az olaszországi hadszíntérre, ahol a hadsereg Monte Cassino kolostoránál kivívta legnagyobb katonai győzelmét.
A háborút követően Angliában telepedett le és a száműzetésben élő lengyel emigráns kormány vezető tagjai közé tartozott. Londonban hunyt el 1970. május 12-én.

## Élete

### Ifjúkora
Władysław Anders tábornok 1892. augusztus 11-én született az Orosz Birodalom területén levő Błonie faluban, amely ma Krośniewice város része. Felmenői balti német köznemesek voltak. Édesapja agronómusként és gazdatisztként dolgozott. Anders mérnök szeretett volna lenni, 1901-1910 között Varsóban – ahol a rokonainál lakott – egy reáliskolát végzett el. 1910-ben egyéves katonai szolgálatot látott el az orosz hadseregben, majd a Rigai Műszaki Egyetemen tanult. Az első világháború 1914-es kitörését követően – mint cári alattvaló – besorozták a hadseregbe. A lovasság kötelékében szolgálatot teljesítő Anders részt vett több, a németek elleni katonai hadműveletben és többször is megsebesült a harcok során. 1915-ben előléptették hadnaggyá. 1916–1917-ben Szentpéterváron tanult a hadiakadémián vezérkari ismereteket.
1917-ben a román frontra kerül. Az 1917 februárjában kitörő oroszországi forradalmat követően az 1. Krechowiecki dzsidás ezred parancsnoka lesz, majd immár alezredesi rangban (Podpułkownik) az Oroszországban létrejövő 1. lengyel hadtest 1. lövészhadosztályához kerül. A központi hatalmakkal való békekötést követően 1918 júniusában a németek leszerelték Anders alakulatát, majd ezt követően Władysław Varsóba ment.
1919 júliusában szolgálatba lép az újjászülető lengyel állam hadseregében és részt vett a Varsó városában tartózkodó német csapatok lefegyverzésében. Anders nem sokkal ezután részt vett a kitörő nagy-lengyelországi felkelésben, ahol a felkelés vezetőjének, Józef Dowbor-Muśnicki tábornoknak lett a vezérkari főnöke. Részt vett a lengyel–szovjet háború csatáiban a 15. ulánus ezred parancsnokaként és megsebesült a Berezina-folyónál zajló harcokban. A háborút követően 1921 októberétől a párizsi Katonai Akadémián folytatott tanulmányokat. 1924-ben hazatért és a lovasság főfelügyelőjének, Tadeusz Rozwadowski tábornoknak a vezérkari főnöke lett. 1925-ben feleségül vette Irena Maria Jordan-Krąkowskát. Ugyanebben az évben Varsó katonai parancsnoka lett. 1926-ban a Józef Piłsudski marsall vezette erők államcsínyt hajtottak végre a hatalmon lévő kormány ellen. Anders a kormányhoz maradt hű, majd a kormány megbuktatását követően rövid ideig fogságba vetették. 1926 júliusától a 2. lovassági dandár parancsnokává nevezték ki.
1932-ben ő vezette a lengyel lovascsapatot a Nizzában megtartott Nemzetek Kupáján, amit a lengyel csapat meg is nyert. 1934. január 1-jei hatállyal előléptették dandártábornokká.

### Szolgálata a második világháborúban

#### Lengyelországi honvédő harcok
A második világháború kitörését követően Anders részt vett a lengyelországi honvédő harcokban. A Nowogródzka lovassági dandár parancsnokaként részt vett a szeptember 1-3-a között zajló, lengyel vereséggel végződő mławai csatában. Szeptember 4-én egysége Petrykozy térségében sikeresen rajtaütött az ellenségen, több foglyot is ejtett. Szeptember 6-án Anderst Rembertówba vezényelték, egységét más csapatokkal együtt az ún. Operatív Lovassági Csoportba osztották és ezzel együtt a Juliusz Rómmel vezette Varsó-hadsereg alá rendelték. Szeptember 12-én Anders lovasdandárját a Mińsk Mazowiecki környékén álló 3. német hadsereg csapatai ellen küldték. A lengyelek eleinte súlyos harcok árán sikereket tudtak elérni, de az elmaradt támogatás miatt végül vereséget szenvedtek.
Mivel Varsó védelmében a lovasság kevéssé volt használható, Juliusz Rómmel tábornok az egységet visszaküldte a déli területekre. Anders tábornok részt vett a második tomaszów lubelski csatában, ahol azonban a többszörös túlerőben lévő német hadsereg szétverte a Kraków- és Lublin-hadsereget.
1939. szeptember 29-én Anders dandárjával Dernaki és Władypol kisebb összecsapásokba bonyolódott a háborúba belépő és a keletről előrenyomuló Vörös Hadsereg alakulataival. Anders tábornok megmaradt katonáival igyekezett visszavonulni a magyar határ felé, azonban Sambor térségében megsebesült és szovjet fogságba esett. Megmaradt embereinek többsége szintén fogságba esett, a határon csak kevesen jutottak át.

#### Hadifogságban, majd a szerveződő lengyel hadsereg vezetőjeként

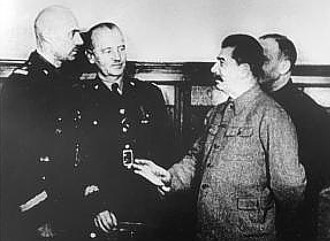
Anders és a lengyel emigráns kormány vezetője, Władysław Sikorski tábornok találkozása Sztálinnal 1941 decemberében

1939 októberétől Lvov városában állt kórházi kezelés alatt, majd 1940 februárjában a Belügyi Népbiztosság, az NKVD Moszkvába hurcolta. Ezt követően az NKVD központi börtönébe zárták, ahol 22 hónapig raboskodott. Anderset többször is kihallgatták és több alkalommal is a Vörös Hadseregbe való belépésre biztatták.
1941. július 30-án az ország megszállását követően létrejött lengyel emigráns kormány és a szovjet kormány között egyezmény aláírására került sor. Augusztus 12-én Szovjetunió Legfelsőbb Tanácsa kiadta a közkegyelmi dekrétumot a Szovjetunióban bebörtönzött lengyel foglyok számára. Két nappal később aláírták a hadiegyezményt, amelynek értelmében a kiszabadult foglyokból hadsereget terveztek alakítani, amely Németország ellen harcolna a Vörös Hadsereggel közösen. Szervezeti és személyzeti ügyekben a parancsnokságot a lengyelek gyakorolnák, a taktikai ügyekben pedig a szovjetek. A szeptemberben a hadsereg élére a börtönből szabadon engedett Anders tábornokot állították, aki a lengyel emigráns kormány vezetőjével, Władysław Sikorski tábornokkal együtt személyesen is találkozott Joszif Sztálinnal 1941. december 3-4. között.
A formálódó új hadsereg vezetőjeként Anders határozottan szerette volna, hogy hadserege részt vegyen a nyugati szövetségesek harcában, ezért törekedett Sztálin beleegyezését ahhoz elérni, hogy a létrejött - később a vezetője után csak Anders-hadseregként nevezett - haderő egy része kimehessen Szovjetunió területéről. 1942 tavaszán végül Sztálin engedélyt adott rá, hogy a hadsereg egy részét áthelyezzék először a Kaukázusba, majd később onnan a szövetségesek által megszállt Iránba. 1942. áprilisában és májusában kb. 33 000 katona és 10 000 civil került át Iránba, majd 1942 augusztusában további 70 000 fő.
A Közel-Keletre átszállított lengyel egységeket átszervezték, majd az immár 2. lengyel hadtest elnevezésű hadsereg brit irányítás mellett készen állt arra, hogy részt vegyen a közelgő olaszországi partraszállásban. 1943 októberében a hadsereget először Palesztinába, novemberben majd Galileába helyezték át. Még ebben a hónapban az egységeket átszállították az Egyiptomba, az Alexandria és Port Szaíd közelében fekvő Quassassin táborba. Az ide érkező hadsereg létszáma kb. 52 000 katonát tett ki.

#### Olaszországi harcok

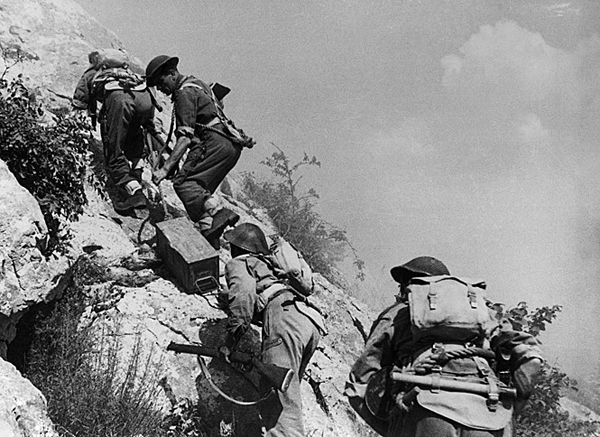
Utánpótlást szállító lengyel katonák a Monte Cassino bevételére indított roham során

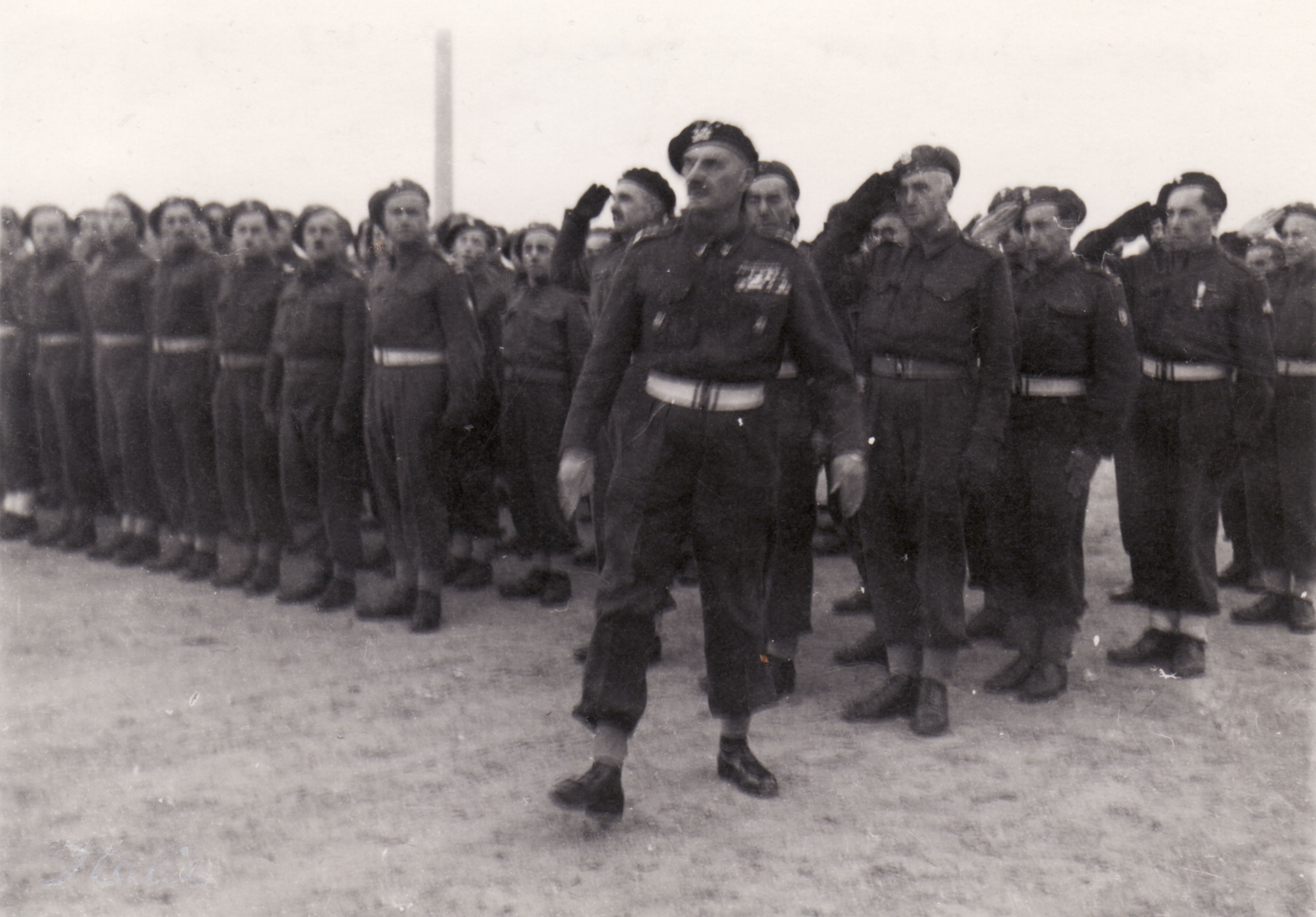
Władysław Anders tábornok csapatait ellenőrzi 1946 nyarán, az olaszországi Casaranóban

A lengyel egységeket 1943-1944 fordulóján szállították át az olaszországi hadszíntérre, ahol nemsokára részt vettek a legismertebb akciójukban, a németek által megerősített Monte Cassino bencés kolostor bevételében. Az 1944 januárjában kezdődő ostrom a vártnál jobban elhúzódott. A szövetségesek első támadása a nagy veszteségek ellenére csekély sikert hozott. A szövetségesek ezt követően - a nyilvánvaló tények ellenére, miszerint nem tartózkodtak az apátságban német csapatok - parancsot adtak a kolostor bombázására, amelyet 1944. február 15-én amerikai bombázók végeztek el. A bombázást követően új-zélandi csapatok próbálkoztak a német erők leküzdésével, azonban a romokba befészkelődő német csapatok visszaverték támadást.
A sikertelen próbálkozásokat követően az arcvonal ezen szakaszára a megérkező lengyel 2. hadtest került. A lengyelek első támadására 1944. május 12-én került sor, de ezt a német erők visszaverték. A lengyelek második támadására május 17-én került sor. A lengyel csapatoknak most is heves ellenállással kellett szembesülniük, de a szabad francia erők Asiente-völgyi áttörését követően a lengyel erőknek sikerült május 18-ára birtokba venniük a kolostort, kitűzve rá a lengyel zászlót.
Róma felszabadítását követően 1944. június 20-án Anders tábornokot XII. Piusz pápa fogadta. 1944. júniusa és júliusa között a lengyel többségű szövetséges erők az anconai csata során legyőzték a német csapatokat. 1944 júliusa és szeptembere között a 2. lengyel hadtest súlyos harcokban vett részt a németek által létrehozott Gót-vonal elleni hadműveletek során.
1944. augusztus 26-án Anders tábornok találkozik Winston Churchill brit miniszterelnökkel, akitől többek közt az ekkor kitörő varsói felkelés támogatását kéri. 1944-1945 fordulóján Anders katonái az az Appenninek hegységeiben harcolnak, majd január és április között a Senio-folyó környéki harcokban vettek részt. 1945. február 26-ától Anders lesz a lengyel fegyveres erők főparancsnoka és főfelügyelője a fogságba esett Tadeusz Bór-Komorowski tábornok utódjaként. Ugyanebben az időszakban kétoldalú tárgyalásokat folytat Churchill brit miniszterelnökkel Londonban, és nyíltan ellenzi az USA, a Nagy-Britannia és a Szovjetunió közötti jaltai konferencián hozott rendelkezéseket.
1945 áprilisában a lengyel alakulatok felszabadították Bologna városát. 1945. május 8-án hivatalosan is véget ért a háború Európában, de Anders hadserege ideiglenesen kénytelen volt Olaszországban maradni.

### Későbbi élete
1945. májusában Anders tábornok találkozott a nyugati szövetséges erők parancsnokával, Dwight D. Eisenhower-rel, akinek a lengyel egységek Németországba való áthelyezésére tett javaslatot. 1945. július 5-én a szövetségesek visszavonták a lengyel emigrációs kormánytól a hivatalos elismerésüket és a kommunista megszállás alá került Lengyelország varsói vezetését fogadták el. Néhány hónappal később, 1946. májusában a brit vezetés döntést hozott arról, hogy leszerelik a 2. Lengyel Hadtestet és megkezdték a katonák átszállítását Nagy-Britanniába. 1946. június 15-én Anders ünnepélyes fogadalmat tett embereivel, hogy folytatni fogják a harcot a szabad és független Lengyelországért. Szeptember 1-én részt vett a Monte Cassino-i Lengyel Katonai Temető hivatalos felszentelésén. Władysław Anders tábornok az utolsó transzporttal hagyta el Olaszországot 1946. október 31-én.
A Nagy-Britanniába érkező Anders tábornokot novemberben az emigráns kormány a Lengyel Fegyveres Erők főfelügyelőjévé nevezték ki, bár ez a pozíció ekkor már semmi gyakorlati hatalommal nem bírt. 1947. április 1-én leszerelt, és a Brit Haderő folyósított számára nyugdíjat. 1948-ban másodszor is megnősült, a nála jóval fiatalabb lengyel színésznő Irena Anderset (szül. nevén Renata Bogdańska, 1920-2010) vette el. 1954. május 16-án altábornagyi rendfokozatot kapott. 1954-től tagja lett az emigráns kormány vezetését önkényesen gyakorló August Zaleskivel szemben felálló Hármak Tanácsának, melynek haláláig tagja maradt.
1956. január 1-én Anders ismét találkozott az ekkor már az USA elnökeként szolgáló Dwight D. Eisenhower-rel, akinek a lengyel hadsereg esetleges felkeléséről tett javaslatot, esetlegesen nyomás gyakorlásra használva azt a Szovjetunióval szemben. 1961-ben Anders ismét elutazott a tengerentúlra, ellátogatott Kanadába és az USA-ba, ahol találkozott John Fitzgerald Kennedy elnökkel. 1962-ben megkapta az USA kormányától a Lafayette-rendet. Az lengyel kereszténység ezredéves évfordulója alkalmából 1966. május 19-én, Londonban megtartott kongresszus egyik fő kezdeményezője és szervezője volt.
1969. májusában részt vett a Monte Cassino-i csata megvívásának 25. évfordulóján tartott megemlékezésen. A tábornok ekkor látogatott utoljára életében a csata helyszínére. Napra pontosan a csata 26. évfordulóján hunyt el Londonban, 1970. május 12-én. Holttestét 1970. május 23-án helyezték végső nyugalomra a Monte Cassino-i Lengyel Katonai Temetőben.

## Kitüntetései

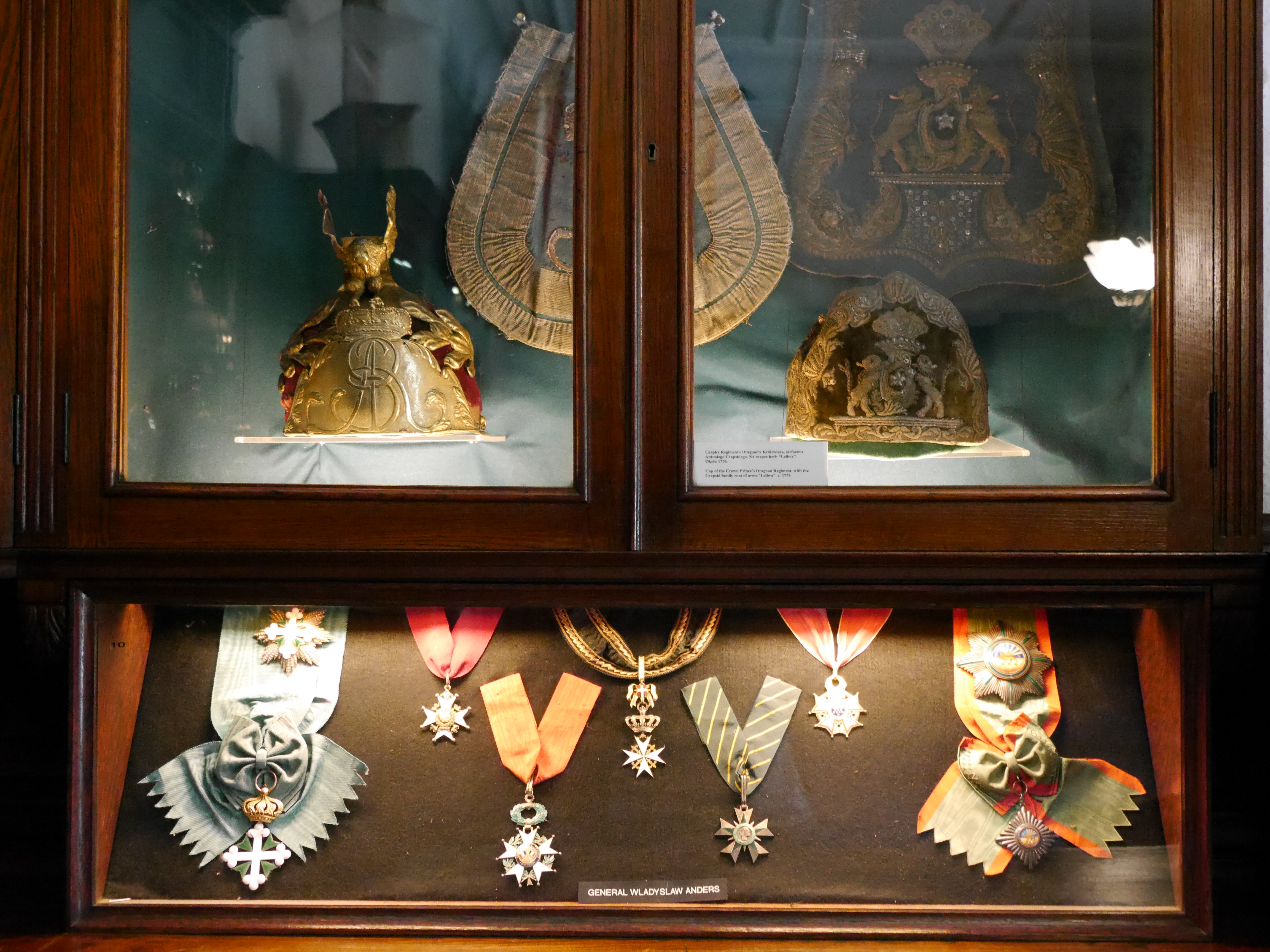
Władysław Anders tábornok kitüntetései közül többet ma a londoni Lengyel Intézethez tartozó Sikorski Múzeum őriz

- Virtuti Militari parancsnoki keresztje, tiszti keresztje, arany-és ezüst keresztje
- Fehér Sas-rend (posztumusz)
- Lengyelország Újjászületése érdemrend parancsnoki kereszt
- Függetlenség kereszt
- Vitézségi érdemkereszt (négyszer)
- Arany érdemkereszt kardokkal (négyszer)
- A Honi Hadsereg keresztje
- Emlékmedál a függetlenség 10. évfordulójára
- Május 3. medál
- Az 1919-21-es háború emlékmedálja
- Monte Cassino emlékkereszt
- Hosszú szolgálatért érdemérem
- Fehér Oroszlán-rend
- a francia Becsületrend
- Croix de guerre (francia hadikereszt)
- Medaille Interallie
- Olasz Hadi Kereszt
- Szent Móric és Lázár-rend 1. osztálya
- Homayoun-rend 1. osztálya
- Szent György-rend 4. osztálya
- Szent Vlagyimir-rend kardokkal, 4. osztály
- Szent Anna-rend kardokkal, 2., 3. és 4. osztály
- Szent Szaniszló-rend kardokkal, 2. és 3. osztály
- Bath-rend parancsnoka
- Italy Star
- Defence Medal
- Legion of Merit parancsnoki fokozat
- Lafayette-rend
- Szent Száva-rend parancsnoki fokozat